# 東広島市立西条小学校
東広島市立西条小学校（ひがしひろしましりつ さいじょうしょうがっこう）は、広島県東広島市西条中央2丁目にある市立小学校。

## 概要
東広島市の中央部にある。校区は急速に都市化が進む。児童数は800名程度。

## 沿革
- 1959年 - 旧西条・吉土実・御薗宇・下見の４小学校を統合して開校。
- 1962年 - 現在地に移転。
- 1963年 - 講堂落成。
- 1965年 - プール落成。
- 1974年 - 町合併・市制施行により東広島市立西条小学校と改称。
- 1977年 - 東西条小学校を分離。
- 1981年 - 御薗宇小学校を分離。オペラ「白壁の街」を創作。
- 2001年 - 三ツ城小学校を分離。

## 通学区域
- 西条中央二丁目、三丁目
- 西条朝日町
- 西条大坪町の一部
- 西条岡町
- 西条上市町の一部
- 西条御条町

- 西条栄町
- 西条昭和町
- 西条本町
- 西条町西条の一部
- 西条町助実の一部
- 西条町御薗宇の一部

## 進学先中学校
- 東広島市立西条中学校
- 東広島市立松賀中学校(西条町助実及び西条町御薗宇)

## オペラ「白壁の街」
「白壁の街」は、1981年当時の西条小学校教員により創作されたオペラである。酒造りの仕事に打ち込む蔵人たちの姿がえがかれており、毎年酒まつりで、六年生の児童によって上演される。

## 周辺
- 東広島市役所
- 広島県道195号西条停車場線（ブールバール）

## アクセス
広島県道195号西条停車場線（ブールバール）沿いに「西条小学校前」バス停がある。
- 西条駅-広島大学線（芸陽バス[1]・JRバス中国[2]）：西条駅方面 - 西条小学校前 - 広島大学方面
- 西条線（サイエンスパーク方面 JRバス中国）：西条小学校前 - サイエンスパーク方面
- 西条市街地循環バス「のんバス」[3]：（赤ルート→）西条中央・東広島市立中央図書館方面 - 西条小学校前 - 西条駅前方面（←青ルート）

## 出身者
- 中川俊直（元衆議院議員、中川秀直の子）
- 雲田隆弘（劇団四季俳優）